# 1480
| [ Edytuj tabelę ]                          | |
| Król Polski                                | - 1447 Kazimierz IV Jagiellończyk 1492 |
| Książę Albanii                             | - 1446 Lekë Dukagjini 1481 |
| Współksiążęta Andory                       | - 1472 Pere de Cardona 1512 - 1479 Franciszek Febus 1483 |
| Król Anglii                                | - 1471 Edward IV 1483 |
| Król Aragonii i Walencji, hrabia Barcelony | - 1479 Ferdynand Aragoński 1516 |
| Władca Azteków                             | - 1468 Axayacatl 1481 |
| Elektor Brandenburgii                      | - 1471 Albrecht III Achilles 1486 |
| Książę Bawarii-Landshut                    | - 1479 Jerzy Bogaty 1503 |
| Książę Bawarii-Monachium                   | - 1460 Zygmunt 1501 - 1465 Albert IV Mądry 1503 |
| Książę Burgundii                           | - 1477 Maria Burgundzka 1482 |
| Sułtan Brunei                              | - 1473 Bolkiah 1521 |
| Cesarz Chin                                | - 1464 Chenghua 1487 |
| Król Cypru                                 | - 1474 Katarzyna Cornaro 1489 |
| Król Czech                                 | - 1469 Maciej Korwin 1490 |
| Król Danii                                 | - 1448 Chrystian I 1481 |
| Dalajlama                                  | - 1475 Gendun Gjaco 1541 |
| Władca Egiptu                              | - 1468 Ka'itbaj 1496 |
| Cesarz Etiopii                             | - 1478 Yskyndyr 1494 |
| Król Francji                               | - 1461 Ludwik XI 1483 |
| Hrabia Holandii                            | - 1477 Maria Burgundzka 1482 |
| Władca Inków                               | - 1471 Tupac Yupanqui 1493 |
| Cesarz Japonii                             | - 1464 Go-Tsuchimikado 1500 |
| Kalif                                      | - 1479 Al-Mutawakkil II 1497 |
| Król Kastylii i Leónu                      | - 1474 Izabela I Katolicka 1504 |
| Patriarcha Konstantynopola                 | - 1476 Maksym III Manasses 1481 |
| Władca Korei                               | - 1469 Sŏngjong 1494 |
| Wielki książę litewski                     | - 1440 Kazimierz IV Jagiellończyk 1492 |
| Cesarz Majapahitu                          | - 1474 Girindrawardhana 1498 |
| Sułtan Maroka                              | - 1472 Muhammad asz-Szajch al-Mahdi 1505 |
| Książę Mediolanu                           | - 1476 Gian Galeazzo 1494 |
| Senior Monako                              | - 1458 Lambert Grimaldi 1494 |
| Wielki książę moskiewski                   | - 1462 Iwan III Srogi 1505 |
| Król Nawarry                               | - 1479 Franciszek Febo z Foix 1483 |
| Król Norwegii                              | - 1450 Chrystian I 1481 |
| Sułtan Omanu                               | - 1451 Umar ibn al-Chattab 1490 |
| Elektor Palatynatu                         | - 1476 Filip Wittelsbach 1508 |
| Papież                                     | - 1471 Sykstus IV 1484 |
| Król Portugalii                            | - 1438 Alfons V 1481 |
| Cesarz Rzymski (niemiecki)                 | - 1440 Fryderyk III Habsburg 1493 |
| Kapitanowie Regenci San Marino             | - 1479 Menetto di Menetto Bonelli Fabrizio di Pier Leone Corbelli 1480 - 1480 Riccio di Andrea Marino Samaritani 1480 - 1480 Evangelista di Girolamo Belluzzi Antonio di Polinoro Lunardini 1481 |
| Elektor Saksonii                           | - 1464 Ernest Wettyn 1486 |
| Król Szkocji                               | - 1460 Jakub III 1488 |
| Król Szwecji                               | - 1471 Sten Sture Starszy 1497 |
| Król Tajlandii                             | - 1448 Borommatrailokkanat 1488 |
| Sułtan Turków                              | - 1451 Mehmed II Zdobywca 1481 |
| Doża Wenecji                               | - 1478 Giovanni Mocenigo 1485 |
| Król Węgier                                | - 1458 Maciej Korwin 1490 |
| Cesarz Wietnamu                            | - 1460 Lê Thánh Tông 1497 |
| Wielki mistrz zakonu krzyżackiego          | - 1477 Martin Truchsess von Wetzhausen 1489 |

Rok 1480 / MCDLXXX
stulecia: XIV wiek ~
XV wiek ~
XVI wiek

lata: 1470 «
1475 «
1476 «
1477 «
1478 «
1479 «
1480
» 1481
» 1482
» 1483
» 1484
» 1485
» 1490

## Wydarzenia w Polsce
- W Krakowie, polski historyk Jan Długosz, Filip Kallimach – włoski humanista i pisarz piszący w języku łacińskim oraz Konrad Celtis – niemiecki humanista, założyli „Sodalitas Litterarum Vistulana” (Nadwiślańskie Towarzystwo Literackie), pierwsze w Polsce towarzystwo literackie.

## Wydarzenia na świecie
- 11 sierpnia – armia Imperium Osmańskiego zdobyła miasto Otranto we Włoszech.
- 11 listopada – armia tatarska dowodzona przez chana Wielkiej Ordy Achmata ruszyła na Moskwę, aby wymusić na jej władcy zaległą daninę. Chan, napotkawszy ruskie wojska nad rzeką Ugrą, nie odważył się na atak i w listopadzie odszedł w stepy – umownie przyjęty koniec mongolskiej dominacji nad Rusią.
- Papież Sykstus IV podpisał z władzami kantonów Lucerny i Zurychu układ o stałej rekrutacji ochotników do armii obronnej Państwa Kościelnego.

## Urodzili się
- 18 kwietnia – Lukrecja Borgia, księżna Ferrary (zm. 1519)
- 1 czerwca – Tiedemann Giese, polski duchowny katolicki pochodzenia niemieckiego, biskup chełmiński i warmiński (zm. 1550)
- październik – Kajetan z Thieny, włoski duchowny katolicki, założyciel teatynów, święty (zm. 1547)
- Bartolommeo Berrecci, włoski architekt i rzeźbiarz okresu Renesansu (data sporna lub przybliżona) (ur. ok. 1480, zm. 1537)
- Balthasar Hubmaier, lider anabaptystów (data sporna lub przybliżona) (ur. ok. 1480, zm. 1528)
- Matthias Grünewald, niemiecki malarz (zm. 1528)
- Ferdynand Magellan, portugalski żeglarz (ur. wiosną 1480, zm. 1521)
- Marek Marconi, włoski zakonnik, błogosławiony katolicki (zm. 1510)

## Zmarli
- 19 maja – Jan Długosz, historyk i kronikarz polski, kanonik krakowski (ur. 1415)
- 10 lipca – René I, książę Bar, Lotaryngii i Andegawenii, król Neapolu i Aragonii (ur. 1409)
- 4 października – Jakub z Sienna, prymas Polski (ur. 1413)
- Elżbieta II Jagiellonka, królewna polska, księżniczka litewska, córka Kazimierza Jagiellończyka (ur. 1472), (data niepewna w 1480, lub wkrótce po)